# Аббеи де Беллок
Аббеи́-де-Белло́к  (фр. Abbaye de Belloc, баск. Belokeko Abadia) или Аббеи-Нотр-Дам-де-Беллок  (фр. Abbaye Notre-Dame de Belloc) — французский твёрдый сыр из овечьего молока.

## История
Сыр производится в монастыре Нотр-Дам де Беллок с 1960-х годов.
Один из немногих пиренейских овечьих сыров, которые продаются в Париже.

## Изготовление
Сыр изготавливается традиционным методом. Для приготовления используется непастеризованное цельное молоко красноносых овец манешской породы из Страны Басков. Изготовление сыра начинается с процесса створаживания молока. После того, как куски начинают легко разламываться, масса разрезается на кусочки и медленно перемешивается. После чего она прессуется, солится и погружается в ванну с соляным раствором. Сыр созревает в течение шести месяцев в прохладном погребе.

## Описание
Головки сыра имеют форму плоского диска с выпуклыми краями диаметром 25 сантиметров, высотой 8,5—11 сантиметра и весом 4,5—5,5 килограмм. Головка покрыта натуральной пятнистой коркой с плесенью серого, светло-коричневого, красноватого или бежевого цвета. Под которой находится плотная упругая мякоть молочно-белого цвета. Мякоть сыра достаточно высокой жирности.
Этот сыр обладает нежным вкусом с яркими нотами карамели и фруктов, который также содержит лёгкие ноты овечьего молока и орехов.
Употребляется в качестве самостоятельного блюда, сочетается с хлебом и сладкими белыми винами.